# Erwtenkrabbetjes
De erwtenkrabbetjes (Pinnotheridae) zijn een familie uit de infraorde krabben (Brachyura). Voor de Belgische en Nederlandse kust, behoort enkel het erwtenkrabbetje (Pinnotheres pisum) tot deze familie.

## Kenmerken
Erwtenkrabbetjes bezitten vaak een bolvormige, vrij zachte carapax en zeer kleine oogjes. Ze leven commensaal in de mantelholte van tweekleppigen en manteldieren. Mannetjes zijn vaak een stuk kleiner dan vrouwtjes.

## Onderfamilies
De volgende onderfamilies zijn bij de familie ingedeeld:
- Pinnixinae Števčić, 2005
- Pinnixulalinae Palacios Theil, Cuesta & Felder, 2016
- Pinnothereliinae Alcock, 1900
- Pinnotherinae De Haan, 1833 [in De Haan, 1833-1850]